# Dolichodasys elongatus
Dolichodasys elongatus är en djurart som tillhör fylumet bukhårsdjur, och som beskrevs av Gagne 1977. Dolichodasys elongatus ingår i släktet Dolichodasys och familjen Lepidodasyidae. Artens status i Sverige är: . Inga underarter finns listade i Catalogue of Life.